# Lyall Basin
Koordinaten: 70° 31′ S, 167° 42′ O
Das Lyall Basin ist ein Seebecken in der Somow-See vor der Pennell-Küste des ostantarktischen Viktorialands.
Benannt ist es in Anlehnung die Benennung der benachbarten Lyall-Inseln. Deren Namensgeber ist David Lyall (1817–1895), Assistenzchirurg auf dem Forschungsschiff Terror bei der Antarktisexpedition (1839–1843) des britischen Polarforschers James Clark Ross.